# Microsema gladiaria
Microsema gladiaria är en fjärilsart som beskrevs av Achille Guenée 1858. Microsema gladiaria ingår i släktet Microsema och familjen mätare. Inga underarter finns listade i Catalogue of Life.